# اونزاگا
اونزاگا (انگلیسی: Onzaga) نام یک منطقه مسکونی در کلمبیا است.